# Château-Chinon (Campagne)
Château-Chinon (Campagne) è un comune francese di 624 abitanti situato nel dipartimento della Nièvre nella regione della Borgogna-Franca Contea.

## Società

### Evoluzione demografica
Abitanti censiti